# Karlstad (Minnesota)
Pour les articles homonymes, voir Karlstad.
Karlstad est une ville américaine située dans le Comté de Kittson, dans le Minnesota. Selon le recensement de 2010, sa population est de 760 habitants.